# 亚历山德拉·贡恰洛娃
亚历山德拉·贡恰洛娃（1888 - 1969）是一位活躍於俄罗斯帝國晚期的女电影演员。
自1907年起，她就是维杰涅斯基民众之家剧团的一員。1908年，她与剧团一同接受汉任科夫的邀请，参与了电影《商人卡拉什尼科夫之歌》和《16世纪的俄罗斯婚礼》的拍摄工作。1908年到1914年期間，她共出演了约二十部电影，其中包括《小仆人万卡》（1909年）、《黑桃皇后》（1910年）以及《塞瓦斯托波尔保卫战》（1911年）。